# 小行星6864
小行星6864（英語：6864 Starkenburg）是一颗围绕太阳公转的小行星。1991年9月12日，佛蒙特·伯根、卢茨·D·施耐德在陶腾堡发现了此天体。
这颗小行星的绝对星等为212.5669547072893等。